# Feliniopsis confusa
Feliniopsis confusa är en fjärilsart som beskrevs av François Louis Nompar de Caumont de Laporte 1973. Feliniopsis confusa ingår i släktet Feliniopsis och familjen nattflyn. Inga underarter finns listade i Catalogue of Life.